# Paramorbia
Paramorbia es un género de polillas tortrícidas categorizado en la tribu Sparganothini, de la subfamilia Tortricinae. Fue descrito por Powell y Lambert en 1986.

## Especies
- Paramorbia aureocastanea Razowski y Wojtusiak, 2006
- Paramorbia chionophthalma (Meyrick, 1932)
- Paramorbia ithyclina (Meyrick, 1926)
- Paramorbia rostellana (Zeller, 1877)